# Michał Kmieciak
Michał Kmieciak (ur. 23 marca 1984 w Poznaniu) – polski kompozytor i pianista o wszechstronnych zainteresowaniach muzycznych. Jego muzyka zaciera granice pomiędzy współczesną klasyką, jazzem i muzyką filmową.
Od 2015 roku koncertuje z solowym projektem, pokazując jego współczesne podejście do muzyki klasycznej. Był także założycielem polskiego zespołu indiepopowego Hello Mark. Zarówno solo jak i z zespołem koncertował na wielu festiwalach (m.in. Open'er Festival, Festiwal Filmu i Sztuki „Dwa Brzegi”, Spring Break Showcase Festival & Conference i Seazone Music & Conference), a także w telewizji i radiu (Czwórka). W 2015 roku grupa zakończyła działalność i wtedy artysta skupił się na projekcie solowym. W 2016 wydał swój debiutancki album "Love Lost". Nagrywał z takimi artystami jak Kayah, Arek Kłusowski, Muchy, Swiernalis, Wiraszko czy GRABEK. Jest inicjatorem poznańskiej edycji Piano Day.

## Dyskografia

### Albumy
- 2016: Love Lost[13]

### Single
- 2019: The Inconceivable Nature of Nature
- 2019: Szaleniec feat. Swiernalis
- 2019: A Dream Too Bright to Last
- 2020: The Only Thing Worth Fighting For
- 2020: Coś więcej